# Дуль
Дуль (фр. Doul) — деревня в Чаде, расположенная на территории региона Канем.

## География
Деревня находится в западной части Чада, к северо-востоку от города Мао, на высоте 324 метров над уровнем моря. Дуль расположена на расстоянии приблизительно 250 километров к северо-северо-востоку от столицы страны Нджамены. Ближайшие населённые пункты: Фускай, Би, Бир-Алали, Кульво, Тиатала, Фире, Маокинга.
Климат деревни характеризуется как аридный жаркий (BWh в классификации климатов Кёппена).

## Транспорт
Ближайший аэропорт расположен в городе Мао.